# RT Andromedae
RT Andromedae är en dubbelstjärna belägen i den norra delen av stjärnbilden Andromeda. Den har en högsta skenbar magnitud av ca 8,97 och kräver ett mindre teleskop för att kunna observeras. Baserat på parallax enligt Gaia Data Release 2 på ca 10,13 mas beräknas den befinna sig på ett avstånd av ca 322 ljusår (ca 99 parsec) från solen. Den rör sig bort från solen med en heliocentrisk radialhastighet av ca 0,6 km/s.

## Egenskaper

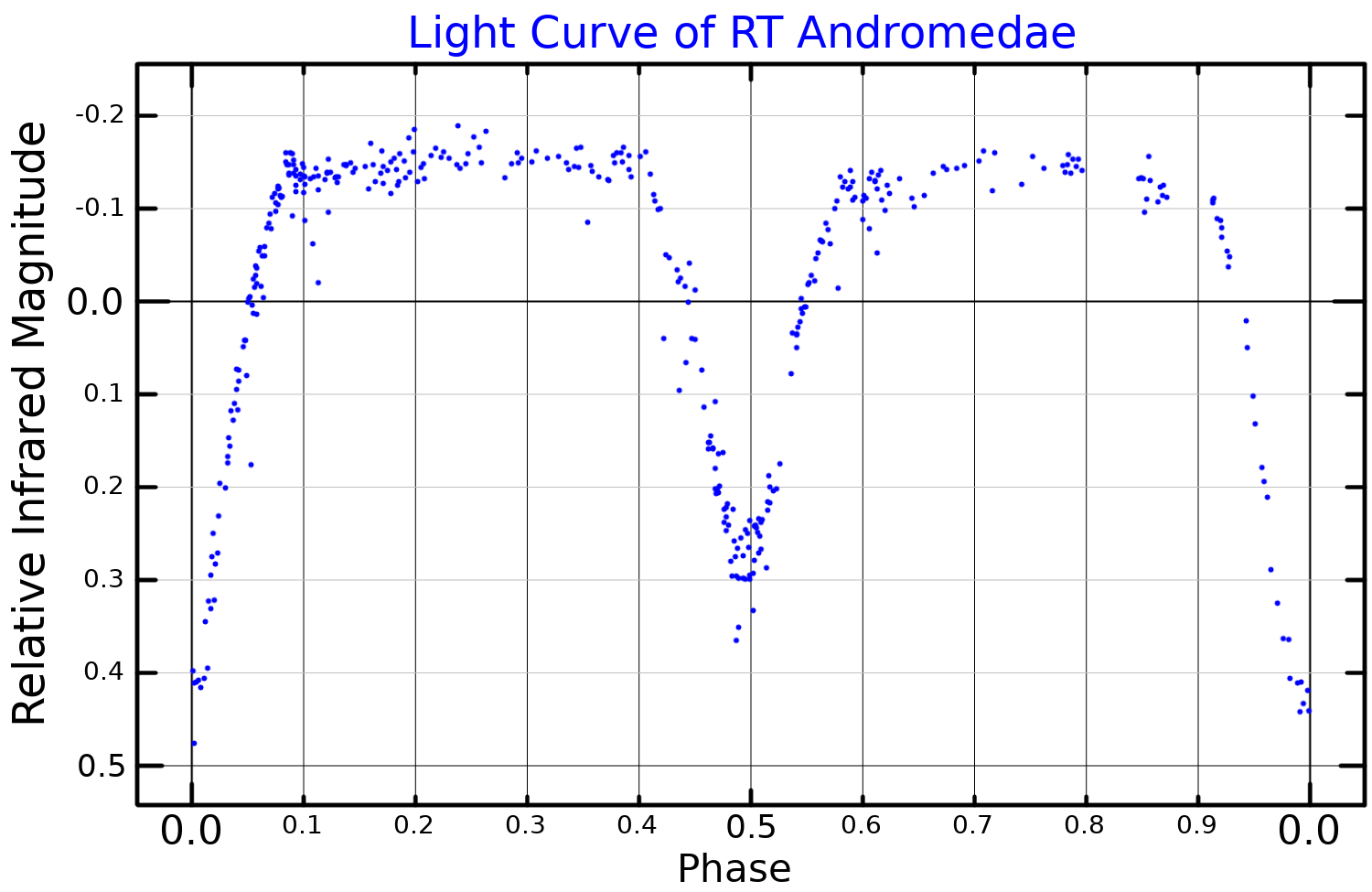
Infraröd ljuskurva (K-band) för RT Andromedae anpassad från data presenterade i Arévalo & Lázaro (1995).

Primärstjärnan RT Andromedae A är en gul till vit stjärna i huvudserien av  spektralklass F8-G0 V. Den har en massa av ca 1,09 solmassa, en radie av ca 1,29 solradie och utsänder energi från dess fotosfär motsvarande ca 1,4 gånger solen vid en effektiv temperatur av ca 6 200 K. Stjärnan klassificeras som en RS Canum Venaticorum-variabel, en typ av snäv förmörkande dubbelstjärna med en omloppsperiod av ca 0,62893 dygn och en excentricitet på ca 0,0049. Den varierar i visuell magnitud från 9,83 vid minimal ljusstyrka till en magnitud på 8,97 vid maximal ljusstyrka, med en period på 0,6289216 dygn.
Följeslagaren RT Andromedae B är en orange till gul stjärna i huvudserien av  spektralklass K1-3 V. Den har en massa av ca 0,84 solmassa, en radie av ca 0,96 solradie och har en effektiv temperatur av ca 4 800 K. Ljuskurvan för den förmörkande dubbelstjärnan uppvisar sekulära variationer av period och minima.

## Närvaron av ett tredje objekt
Enligt Pribulla et al. (2000) skulle förändringarna i variabilitet kunna tillskrivas ett tredje objekt i systemet, och till och med ett möjligt fjärde. Dess minsta massa uppskattas till 5 procent av solens massa (ungefär 50 gånger Jupiters massa), med en omloppsperiod nära 75 år och en excentricitet som tros vara ganska hög (vid 0,56). Ett sådant objekt skulle sannolikt kunna visa sig vara en brun dvärg eller till och med en massiv Jupiterplanet. En publicerad artikel av Manzoori (2009) noterade dock att det finns en minskande trend i omloppsperioden, så magnetisk bromsning skulle bättre kunna förklara utvecklingen av detta omloppssystem.